# گولنووتسی
گولنووتسی (به صربی: Gulenovci) یک منطقهٔ مسکونی در صربستان است که در دیمیتروگراد واقع شده‌است. گولنووتسی ۶۰ نفر جمعیت دارد.